# Бая (Сучава)
Ба́я (рум. Baia) — село у повіті Сучава в Румунії. Адміністративний центр комуни Бая.

## Назва
- Ба́я, або Ба́йя (рум. Baia) — сучасна румунська назва.
- Ба́ня — первісна молдавська і староукраїнська назви.
- Молдваба́ня (угор. Moldvabánya)

## Географія
Село розташоване на відстані 331 км на північ від Бухареста, 26 км на південь від Сучави, 107 км на захід від Ясс.

## Історія
- 15 грудня 1467: битва при Баї

## Населення
За даними перепису населення 2002 року у селі проживали 5445 осіб. Рідною мовою 5444 особи (> 99,9%) назвали румунську.
Національний склад населення села:
| Національність | Кількість осіб | Відсоток |
| -------------- | -------------- | -------- |
| румуни         | 5406           | 99,3%    |
| цигани         | 39             | 0,7%     |